# 뾰족뾰족 포크가족
《뾰족뾰족 포크가족》(영어: The Forks with Spiky Hands)과 《뾰족마을의 수상한 이웃들》은 (주)탁툰엔터프라이즈가 만든 애니메이션이다.

## 방송 일시
| 방송 채널 | 방송일                      | 방송 시간 |
| --------- | --------------------------- | --------- |
| TV조선    | 2017년 6월 24일 ~ 7월 8일   | 종료      |
| KBS 2TV   | 2022년 5월 18일 ~ 11월 16일 | 종료      |
| KBS 2TV   | 2022년 5월 12일 ~ 11월 10일 | 종료      |
| KBS 2TV   | 2023년 4월 13일 ~ 5월 4일   | 종료      |

## 등장 인물
- 틸리
- 포크씨
- 포크부인
- 챠비

## 목소리 출연
- 서지연: 틸리, 마리 부인, 코지 부인
- 홍범기: 포크 씨, 카인
- 조현정: 포크 부인, 챠비, 마샤, 부, 에이미
- 변현우: 제임스 씨, 테드, 프랭크, 척

## 제작진

### 뾰족뾰족 포크가족
- 책임프로듀서: 김자현, 노진남
- 프로듀서: 이순주
- 기획/총감독: 김탁훈
- 총괄 프로듀서: 이지은
- 제작 프로듀서: 한태식
- 감독: 고일준
- 원작: 이보혜 뾰족손 틸리(Tilly the spiky hands)

- 시나리오 작가: 임선경, 전연주, 박수경
- 시나리오 영문 에디터: 래리 후버
- 디자인: 박송미, 최진옥
- 스토리보드: 이보혜
- 애니메이션 슈퍼바이저: 원동욱
- 애니메이션: 손슬기, 김서현, 노윤식, 윤창대, 김성수, 이강현, 김현정
- 알리몰리 스튜디오
  - 슈퍼바이저: 허용국
  - 배경디자인: 김유진, 윤해란, 황의진
  - 애니메이션: 김현석, 김승진, 손지원, 이상훈, 조남경, 한문섭
- 애니메이션: 릴크리터 워크숍
- 합성/시각효과: 오수민, 주현민
- 음악감독: 이재학
- 음향효과/믹싱: 계원예술대학교 애니메이션사운드스튜디오
- 사운드 슈퍼바이저: 오윤석
- 사운드 에디터: 남택우
- 콘텐츠 운영 총괄: 김소영
- 라인 프로듀서: 이여진, 홍성식, 손령
- 프로덕션 매니저: 박현주, 송병선
- 프로덕션 코디네이터: 크리스 웨더스푼, 이영주
- 콘텐츠 운영 총괄: 배소연
- 마케팅 관리: 곽미서
- 마케팅: 진소진, 노지호, 윤지혜
- IPTV 마케팅: 에스케이브로드밴드 임정숙, 장정희
- 제작지원: 한국콘텐츠진흥원, 2014 가족용 국산애니메이션 지원사업, 중앙대학교 LINC사업단, 중앙대학교 첨단영상대학원, BK21+, 글로벌창의인재양성사업단
- 제작투자: 센트럴 투자파트너스, KTB 네트웍스
- 홈페이지: KBS미디어 김하늘
- 편집감독: 이수은
- 자막디자인: 황은서
- 조연출: 차한결
- 연출: 이순주
- 애니 제작: (주)탁툰엔터프라이즈 (언급되지 않음)
- 기획: KBS
- 제작: TAKTOON ENTERPRISE, SK 브로드밴드, CENTRAL Animation Studio.inc
- 저작권: TAKTOON ENTERPRISE, SK 브로드밴드, CENTRAL Animation Studio.inc All rights reserved.

### 뾰족마을의 수상한 이웃들
- 기획, 총감독 - 김탁훈
- 책임 프로듀서 - 김자현, 이지은
- 프로듀서 - 이순주
- 제작 프로듀서 - 한태식
- 라인 프로듀서 - 이여진 , 손령, 신혜승
- 감독 - 고일준
- 원작 - 이보혜 뾰족슨 틸리(Tilly the spiky hands)

- 시나리오 작가, 스토리보드 - 이보혜
- 디자인 - 박송미, 최인욱 알리몰리스튜디오
- 애니메이션 - 죄진옥, 원동욱, 손슬기, 이강현, 윤창대 박보혜, 박소라, 이송원

- 합성, 시각효과 - 오수민
- 음악감독 - 이재학
- 애디셔널컴포져 - 양자인
- 음향효과, 믹싱 - 박동주, 박현희 SBA 서울산업진흥원
- 콘텐츠운영총괄 - 김소영
- 콘텐츠사업총괄 - 배소연
- 마케팅 관리 - 곽미서
- 마케팅 - 진소진, 윤지혜
- 애니 제작 - (주) 탁툰엔터프라이즈
- 제작지원 - SBA 서울산업진흥원 중앙대학교 학술연구비 중앙대학교 첨담영상대학원 BK21+ 글로벌창의인재양성사업단 광주정보문화산업진흥원

- 홈페이지 - KBS미디어, 김연재
- 종합편집 - 이수온
- 자막디자인 - 황은서
- 조연출 - 차한결
- 연출 - 이순주
- 기획 - KBS
- 제작 - (주) 탁툰엔터프라이즈, SBA
- 저작권 - (주) 탁툰엔터프라이즈, SBA  All rights reserved.

## 방영 목록
| 회수              | 주제             | 방송 일자       |
| 1화               |                  |                 |
| ----------------- | ---------------- | --------------- |
| 1화               | 임신 통보        | 2023년 5월 12일 |
| 1화               | 다 위험해        | 2023년 5월 12일 |
| 1화               | 심장 소리        | 2023년 5월 12일 |
| 1화               | 악몽 태몽        | 2023년 5월 12일 |
| 1화               | 아빠의 요람      | 2023년 5월 12일 |
| 2화               |                  |                 |
| 아빠 니까         | 2022년 5월 18일  |                 |
| 엄마의 입덧       | 2022년 5월 18일  |                 |
| 임산부 옷         | 2022년 5월 18일  |                 |
| 어렸을 적         | 2022년 5월 18일  |                 |
| 부엌탐험          | 2022년 5월 18일  |                 |
| 3화               |                  |                 |
| 날 닮은 아이      | 2022년 5월 19일  |                 |
| 어항 출산         | 2022년 5월 19일  |                 |
| 어항 뽀글         | 2022년 5월 19일  |                 |
| 커플 아이템       | 2022년 5월 19일  |                 |
| 독서 태교         | 2022년 5월 19일  |                 |
| 4화               |                  |                 |
| 어항 인정         | 2022년 5월 25일  |                 |
| 다 사줄거야       | 2022년 5월 25일  |                 |
| 어항 교체         | 2022년 5월 25일  |                 |
| 게으른 아빠       | 2022년 5월 25일  |                 |
| 가정분만          | 2022년 5월 25일  |                 |
| 5화               |                  |                 |
| 이름짓기          | 2022년 5월 26일  |                 |
| 중요한 일         | 2022년 5월 26일  |                 |
| 뽀뽀는 싫어요     | 2022년 5월 26일  |                 |
| 아빠의 모빌       | 2022년 5월 26일  |                 |
| 전기 마녀         | 2022년 5월 26일  |                 |
| 6화               |                  |                 |
| 리본              | 2022년 6월 2일   |                 |
| 숨겨진 기능       | 2022년 6월 2일   |                 |
| 랭정한 틸리       | 2022년 6월 2일   |                 |
| 카인              | 2022년 6월 2일   |                 |
| 레스토랑          | 2022년 6월 2일   |                 |
| 7화               |                  |                 |
| 카페 소개         | 2022년 6월 8일   |                 |
| 아빠의 덫         | 2022년 6월 8일   |                 |
| 지옥 병원         | 2022년 6월 8일   |                 |
| 유령 아기1        | 2022년 6월 8일   |                 |
| 유령 아기2        | 2022년 6월 8일   |                 |
| 8화               |                  |                 |
| 가재 친구         | 2022년 6월 9일   |                 |
| 유령 그네         | 2022년 6월 9일   |                 |
| 둘째 임신         | 2022년 6월 9일   |                 |
| 둘째 통보         | 2022년 6월 9일   |                 |
| 둘째 걱정         | 2022년 6월 9일   |                 |
| 9화               |                  |                 |
| 날 닮았어         | 2022년 6월 15일  |                 |
| 뽀글 뽀글         | 2022년 6월 15일  |                 |
| 심야 산책         | 2022년 6월 15일  |                 |
| 챠비의 탄생       | 2022년 6월 15일  |                 |
| 동생 질투         | 2022년 6월 15일  |                 |
| 10화              |                  |                 |
| 물고기 챠비       | 2022년 6월 16일  |                 |
| 고양이 보모       | 2022년 6월 16일  |                 |
| 고양이 챠비       | 2022년 6월 16일  |                 |
| 커피              | 2022년 6월 16일  |                 |
| 챠비의 진화       | 2022년 6월 16일  |                 |
| 11화              |                  |                 |
| 과자 간식         | 2022년 6월 22일  |                 |
| 외로 웠다         | 2022년 6월 22일  |                 |
| 초등학교          | 2022년 6월 22일  |                 |
| 마샤              | 2022년 6월 22일  |                 |
| 공놀이            | 2022년 6월 22일  |                 |
| 12화              |                  |                 |
| 저주 인형         | 2022년 6월 23일  |                 |
| 정전              | 2022년 6월 23일  |                 |
| 부                | 2022년 6월 23일  |                 |
| 무서운 집         | 2022년 6월 23일  |                 |
| 나다운 것         | 2022년 6월 23일  |                 |
| 13화              |                  |                 |
| 아빠의 과거       | 2022년 6월 29일  |                 |
| 엄마의 비밀       | 2022년 6월 29일  |                 |
| 에이미            | 2022년 6월 29일  |                 |
| 컵케이크 자판기   | 2022년 6월 29일  |                 |
| 아삐기 좋아       | 2022년 6월 29일  |                 |
| 14화              |                  |                 |
| 수영              | 2022년 6월 30일  |                 |
| 커플 장갑         | 2022년 6월 30일  |                 |
| 고양이 친구들     | 2022년 6월 30일  |                 |
| 고양이 간식       | 2022년 6월 30일  |                 |
| 선물              | 2022년 6월 30일  |                 |
| 15화              |                  |                 |
| 공평 하게         | 2022년 7월 6일   |                 |
| 척의 유혹         | 2022년 7월 6일   |                 |
| 예방 주사         | 2022년 7월 6일   |                 |
| 분신              | 2022년 7월 6일   |                 |
| 예쁜 송편         | 2022년 7월 6일   |                 |
| 16화              |                  |                 |
| 영웅 아빠         | 2022년 7월 7일   |                 |
| 물 장난           | 2022년 7월 7일   |                 |
| 안전 배달         | 2022년 7월 7일   |                 |
| 뜨개 질올         | 2022년 7월 7일   |                 |
| 말의 효과         | 2022년 7월 7일   |                 |
| 17화              |                  |                 |
| 흉내 쟁이         | 2022년 7월 13일  |                 |
| 엄마의 취미       | 2022년 7월 13일  |                 |
| 아기 새싹         | 2022년 7월 13일  |                 |
| 생일 파티1        | 2022년 7월 13일  |                 |
| 생일 파티2        | 2022년 7월 13일  |                 |
| 18화              |                  |                 |
| 흔들 려요         | 2022년 7월 14일  |                 |
| 넝쿨 회사         | 2022년 7월 14일  |                 |
| 슈 크림           | 2022년 7월 14일  |                 |
| 간 병인           | 2022년 7월 14일  |                 |
| 챠비와 책         | 2022년 7월 14일  |                 |
| 19화              |                  |                 |
| 모래 시계         | 2022년 7월 20일  |                 |
| 챠비 걱정         | 2022년 7월 20일  |                 |
| 황새              | 2022년 7월 20일  |                 |
| 달라진 것         | 2022년 7월 20일  |                 |
| 겨울잠 곰         | 2022년 7월 20일  |                 |
| 20화              |                  |                 |
| 부부 여행         | 2022년 7월 21일  |                 |
| 모기              | 2022년 7월 21일  |                 |
| 잠깐 만요         | 2022년 7월 21일  |                 |
| 유령 반죽         | 2022년 7월 21일  |                 |
| 고양이 양초       | 2022년 7월 21일  |                 |
| 21화              |                  |                 |
| 점심 배달         | 2022년 7월 27일  |                 |
| 일기              | 2022년 7월 27일  |                 |
| 청소              | 2022년 7월 27일  |                 |
| 아빠의 꿈         | 2022년 7월 27일  |                 |
| 재혼              | 2022년 7월 27일  |                 |
| 22화              |                  |                 |
| 일일 선생님       | 2022년 7월 28일  |                 |
| 토닥 토닥         | 2022년 7월 28일  |                 |
| 챠비의 출근       | 2022년 7월 28일  |                 |
| 미스테리 부       | 2022년 7월 28일  |                 |
| 부와 미니버니     | 2022년 7월 28일  |                 |
| 23화              |                  |                 |
| 삼푸              | 2022년 8월 3일   |                 |
| 초코 볼           | 2022년 8월 3일   |                 |
| 이상한 나라       | 2022년 8월 3일   |                 |
| 다리              | 2022년 8월 3일   |                 |
| 소원 빌기         | 2022년 8월 3일   |                 |
| 24화              |                  |                 |
| 졸음 참기         | 2022년 8월 4일   |                 |
| 건망 증           | 2022년 8월 4일   |                 |
| 뽀뽀              | 2022년 8월 4일   |                 |
| 리모컨            | 2022년 8월 4일   |                 |
| 아빠의 카인       | 2022년 8월 4일   |                 |
| 25화              |                  |                 |
| 가정 불화         | 2022년 8월 10일  |                 |
| 일기 예보         | 2022년 8월 10일  |                 |
| 아빠 혼자         | 2022년 8월 10일  |                 |
| 변신 젤리         | 2022년 8월 10일  |                 |
| 동물 원           | 2022년 8월 10일  |                 |
| 26화              |                  |                 |
| 긍정 적으로       | 2022년 8월 11일  |                 |
| 텔레비전          | 2022년 8월 11일  |                 |
| 적당 하게         | 2022년 8월 11일  |                 |
| 아기 인형         | 2022년 8월 11일  |                 |
| 카페 홍보         | 2022년 8월 11일  |                 |
| 27화              |                  |                 |
| 캠핑              | 2022년 8월 17일  |                 |
| 화장실의 귀신     | 2022년 8월 17일  |                 |
| 타임 캡슐         | 2022년 8월 17일  |                 |
| 용서 해줘         | 2022년 8월 17일  |                 |
| 푸딜리아 숑       | 2022년 8월 17일  |                 |
| 28화              |                  |                 |
| 먹보 토토         | 2022년 8월 18일  |                 |
| 박쥐              | 2022년 8월 18일  |                 |
| 박스 분양         | 2022년 8월 18일  |                 |
| 껌                | 2022년 8월 18일  |                 |
| 뼈전 화기         | 2022년 8월 18일  |                 |
| 29화              |                  |                 |
| 운 없는 날        | 2022년 8월 24일  |                 |
| 화석 발굴         | 2022년 8월 24일  |                 |
| 할로원 퀀1        | 2022년 8월 24일  |                 |
| 할로원 퀀2        | 2022년 8월 24일  |                 |
| 발레 공연         | 2022년 8월 24일  |                 |
| 30화              |                  |                 |
| 아르바이트        | 2022년 8월 25일  |                 |
| 할로원 사탕       | 2022년 8월 25일  |                 |
| 솜 사탕           | 2022년 8월 25일  |                 |
| 파티 준비         | 2022년 8월 25일  |                 |
| 심심한 챠비       | 2022년 8월 25일  |                 |
| 31화              |                  |                 |
| 시 어머니         | 2022년 8월 31일  |                 |
| 척의 함정         | 2022년 8월 31일  |                 |
| 제발 교실         | 2022년 8월 31일  |                 |
| 카를 로스         | 2022년 8월 31일  |                 |
| 유령 사진         | 2022년 8월 31일  |                 |
| 32화              |                  |                 |
| 노아의 방주       | 2022년 9월 1일   |                 |
| 호두까기 인형     | 2022년 9월 1일   |                 |
| 엄마의 슈슈       | 2022년 9월 1일   |                 |
| 아빠 들           | 2022년 9월 1일   |                 |
| 플레이 팅         | 2022년 9월 1일   |                 |
| 33화              |                  |                 |
| 수상한 편지       | 2022년 9월 7일   |                 |
| 유명인 포크       | 2022년 9월 7일   |                 |
| 척의 비밀         | 2022년 9월 7일   |                 |
| 칭찬 하기         | 2022년 9월 7일   |                 |
| 오즈의 마녀       | 2022년 9월 7일   |                 |
| 34화              |                  |                 |
| 아빠의 눈물       | 2022년 9월 8일   |                 |
| 잡화 점           | 2022년 9월 8일   |                 |
| 부와 미니버니     | 2022년 9월 8일   |                 |
| 방방 말           | 2022년 9월 8일   |                 |
| 카인의 매너       | 2022년 9월 8일   |                 |
| 35화              |                  |                 |
| 검은 고양이       | 2022년 9월 14일  |                 |
| 아빠의 외투       | 2022년 9월 14일  |                 |
| 헤어 스타일       | 2022년 9월 14일  |                 |
| 비의 저주         | 2022년 9월 14일  |                 |
| 배관공 VS 포크    | 2022년 9월 14일  |                 |
| 36화              |                  |                 |
| 걱정 바구니       | 2022년 9월 15일  |                 |
| 벼룩 시장         | 2022년 9월 15일  |                 |
| 키다리 에이미     | 2022년 9월 15일  |                 |
| 아빠의 모자       | 2022년 9월 15일  |                 |
| 뜨개질            | 2022년 9월 15일  |                 |
| 37화              |                  |                 |
| 틸리를 찾아서     | 2022년 9월 21일  |                 |
| 미끄 럼들         | 2022년 9월 21일  |                 |
| 부의 알           | 2022년 9월 21일  |                 |
| 버섯 유령         | 2022년 9월 21일  |                 |
| 파자마 파티       | 2022년 9월 21일  |                 |
| 38화              |                  |                 |
| 송곡 니           | 2022년 9월 28일  |                 |
| 폭설 주의보       | 2022년 9월 28일  |                 |
| 동생 대여         | 2022년 9월 28일  |                 |
| 역할 바꾸기       | 2022년 9월 28일  |                 |
| 도레미파솔라시    | 2022년 9월 28일  |                 |
| 39화              |                  |                 |
| 좋은 시간         | 2022년 9월 29일  |                 |
| 반딧 불이         | 2022년 9월 29일  |                 |
| 유령과 티타임     | 2022년 9월 29일  |                 |
| 길게 말해줘       | 2022년 9월 29일  |                 |
| 요리 수업         | 2022년 9월 29일  |                 |
| 40화              |                  |                 |
| 츄츄와 아기 오리  | 2022년 10월 5일  |                 |
| 엄마 추적         | 2022년 10월 5일  |                 |
| 틸리 추적         | 2022년 10월 5일  |                 |
| 챠비 추적         | 2022년 10월 5일  |                 |
| 딸 꾹질           | 2022년 10월 5일  |                 |
| 41화              |                  |                 |
| 깜짝 선물         | 2022년 10월 6일  |                 |
| 발레              | 2022년 10월 6일  |                 |
| 부활의 물         | 2022년 10월 6일  |                 |
| 최면              | 2022년 10월 6일  |                 |
| 회사 방문         | 2022년 10월 6일  |                 |
| 42화              |                  |                 |
| 담력 훈련         | 2022년 10월 12일 |                 |
| 아빠의 만찬       | 2022년 10월 12일 |                 |
| 눈 사람           | 2022년 10월 12일 |                 |
| 포춘 쿠키         | 2022년 10월 12일 |                 |
| 선물 대결         | 2022년 10월 12일 |                 |
| 43화              |                  |                 |
| 합체              | 2022년 10월 13일 |                 |
| 깜찍이            | 2022년 10월 13일 |                 |
| 회장              | 2022년 10월 13일 |                 |
| 망앙              | 2022년 10월 13일 |                 |
| 엄마의 간식       | 2022년 10월 13일 |                 |
| 44화              |                  |                 |
| 자전거            | 2022년 10월 19일 |                 |
| 엄마 쟁탈전       | 2022년 10월 19일 |                 |
| 미래의 남편       | 2022년 10월 19일 |                 |
| 채소 담청         | 2022년 10월 19일 |                 |
| 동물 초대         | 2022년 10월 19일 |                 |
| 45화              |                  |                 |
| 챔 만들기         | 2022년 10월 20일 |                 |
| 위자 보드         | 2022년 10월 20일 |                 |
| 바 자회           | 2022년 10월 20일 |                 |
| 감 시자           | 2022년 10월 20일 |                 |
| 거울              | 2022년 10월 20일 |                 |
| 46화              |                  |                 |
| 상담              | 2022년 10월 26일 |                 |
| 사진 찍기         | 2022년 10월 26일 |                 |
| 달의 여신         | 2022년 10월 26일 |                 |
| 양의 포크         | 2022년 10월 26일 |                 |
| 발렌 타인         | 2022년 10월 26일 |                 |
| 47화              |                  |                 |
| 틸리의 위기       | 2022년 10월 27일 |                 |
| 아빠 고양이       | 2022년 10월 27일 |                 |
| 피자              | 2022년 10월 27일 |                 |
| 아빠의 날         | 2022년 10월 27일 |                 |
| 엄마의 날         | 2022년 10월 27일 |                 |
| 48화              |                  |                 |
| 모래 바람         | 2022년 11월 2일  |                 |
| 고양이 대여       | 2022년 11월 2일  |                 |
| 낙서              | 2022년 11월 2일  |                 |
| 저승 사자         | 2022년 11월 2일  |                 |
| 크리스마스 트리   | 2022년 11월 2일  |                 |
| 49화              |                  |                 |
| 산타 클로스       | 2022년 11월 3일  |                 |
| 결혼 기념일       | 2022년 11월 3일  |                 |
| 크 크게 하는 방법 | 2022년 11월 3일  |                 |
| 새로운 동생       | 2022년 11월 3일  |                 |
| 개기 일식         | 2022년 11월 3일  |                 |
| 50화              |                  |                 |
| 드림 캐처         | 2022년 11월 9일  |                 |
| 완벽한 가족 사진  | 2022년 11월 9일  |                 |
| 그리운 여행       | 2022년 11월 9일  |                 |
| 엄마의 회상       | 2022년 11월 9일  |                 |
| 아빠의 회상       | 2022년 11월 9일  |                 |
| 51화              |                  |                 |
| 첫 사랑           | 2022년 11월 10일 |                 |
| 유 기능           | 2022년 11월 10일 |                 |
| 틸리가 원하는 것  | 2022년 11월 10일 |                 |
| 수상한 노래       | 2022년 11월 10일 |                 |
| 참아야 해, 카인   | 2022년 11월 10일 |                 |
| 최종화(52)        |                  |                 |
| 계절 컵 케이크    | 2022년 11월 16일 |                 |
| 장례식            | 2022년 11월 16일 |                 |
| 묘비 쓰기         | 2022년 11월 16일 |                 |
| 외톨이 틸리       | 2022년 11월 16일 |                 |
| 동생 이란         | 2022년 11월 16일 |                 |

## 뾰족마을의 수상한 이웃들
| 회수                  | 주제            | 방송 일자       |
| 1화                   |                 |                 |
| --------------------- | --------------- | --------------- |
| 1화                   | 스탠과 비올레뜨 | 2023년 4월 13일 |
| 1화                   | 반가워 척       | 2023년 4월 13일 |
| 1화                   | 드디어 만났어   | 2023년 4월 13일 |
| 1화                   | 보물찾기 대소동 | 2023년 4월 13일 |
| 1화                   | 친구가 필요해   | 2023년 4월 13일 |
| 2화                   |                 |                 |
| 엄마는 피곤해         | 2023년 4월 20알 |                 |
| 마샤의 다이어트       | 2023년 4월 20알 |                 |
| 아기는 어떻게 생겨요? | 2023년 4월 20알 |                 |
| 저승 인터뷰           | 2023년 4월 20알 |                 |
| 저승사자의 하루       | 2023년 4월 20알 |                 |
| 3화                   |                 |                 |
| 아낌없이 주는 머리    | 2023년 4월 27일 |                 |
| 카산드라              | 2023년 4월 27일 |                 |
| 숙제를 도와줘         | 2023년 4월 27일 |                 |
| 궁금해                | 2023년 4월 27일 |                 |
| 긴 파카               | 2023년 4월 27일 |                 |
| 최종화(4)             |                 |                 |
| 아빠의 편지           | 2023년 5월 4일  |                 |
| 계절의 맛             | 2023년 5월 4일  |                 |
| 부의 새 친구          | 2023년 5월 4일  |                 |
| 뻐꾸기 시계           | 2023년 5월 4일  |                 |
| 반려동물              | 2023년 5월 4일  |                 |

## 결방 및 편성안내
- 2022년 6월 1일: 지방선거의 관계로 인해 결방했다.
- 2022년 9월 22일: 2022 서울 드라마 어워즈의 관계로 인해 결방했다.